# Mistrovství světa ve fotbale 1986 (soupisky)
Soupisky na Mistrovství světa ve fotbale 1986, které se hrálo v Mexiku:
| Zlato                | Stříbro        | Bronz              |
| -------------------- | -------------- | ------------------ |
| Argentina • Soupiska | SRN • Soupiska | Francie • Soupiska |

## Skupina A

### Argentina
Hlavní trenér: Carlos Bilardo

| Jméno               | Datum narození     | Datum úmrtí                         | Klub                    |
| Brankáři            | Brankáři           | Brankáři                            | Brankáři                |
| ------------------- | ------------------ | ----------------------------------- | ----------------------- |
| Luis Islas          | 22. prosince 1965  |                                     | Estudiantes de La Plata |
| Nery Pumpido        | 30. července 1957  |                                     | CA River Plate          |
| Héctor Zelada       | 30. dubna 1957     |                                     | Club América            |
| Obránci             |                    |                                     |                         |
| José Luis Brown     | 10. listopadu 1956 | 12. srpna 2019 (ve věku 62 let)     | Deportivo Español       |
| Daniel Passarella   | 25. května 1953    |                                     | ACF Fiorentina          |
| Néstor Clausen      | 29. září 1962      |                                     | CA Independiente        |
| José Luis Cuciuffo  | 1. února 1961      | 11. prosince 2004 (ve věku 43 let)  | CA Vélez Sarsfield      |
| Oscar Garré         | 9. prosince 1956   |                                     | Club Ferro Carril Oeste |
| Julio Olarticoechea | 18. října 1958     |                                     | CA Boca Juniors         |
| Oscar Ruggeri       | 26. ledna 1962     |                                     | CA River Plate          |
| Záložníci           |                    |                                     |                         |
| Sergio Batista      | 9. listopadu 1962  |                                     | Argentinos Juniors      |
| Ricardo Bochini     | 25. ledna 1954     |                                     | CA Independiente        |
| Claudio Borghi      | 28. září 1964      |                                     | Argentinos Juniors      |
| Jorge Burruchaga    | 9. října 1962      |                                     | FC Nantes               |
| Héctor Enrique      | 26. dubna 1962     |                                     | CA River Plate          |
| Diego Maradona –    | 30. října 1960     | 25. listopadu 2020 (ve věku 60 let) | SSC Neapol              |
| Ricardo Giusti      | 11. prosince 1956  |                                     | CA Independiente        |
| Carlos Tapia        | 20. srpna 1962     |                                     | CA Boca Juniors         |
| Marcelo Trobbiani   | 17. února 1955     |                                     | Elche CF                |
| Útočníci            |                    |                                     |                         |
| Sergio Almirón      | 18. listopadu 1958 |                                     | CA Newell's Old Boys    |
| Jorge Valdano       | 4. října 1955      |                                     | Real Madrid             |
| Pedro Pasculli      | 17. května 1960    |                                     | US Lecce                |

### Bulharsko
Hlavní trenér: Ivan Vucov

| Jméno               | Datum narození     | Datum úmrtí                        | Klub                 |
| Brankáři            | Brankáři           | Brankáři                           | Brankáři             |
| ------------------- | ------------------ | ---------------------------------- | -------------------- |
| Borislav Michajlov  | 12. února 1963     |                                    | Vitoša Sofia         |
| Ilija Valov         | 29. prosince 1961  | 13. července 2024 (ve věku 62 let) | Botev Vraca          |
| Obránci             |                    |                                    |                      |
| Nikolaj Arabov      | 21. února 1953     |                                    | FK Sliven            |
| Petar Petrov        | 20. února 1961     |                                    | Vitoša Sofia         |
| Georgi Dimitrov –   | 14. ledna 1959     | 8. května 2021 (ve věku 62 let)    | Sredec Sofia         |
| Aleksandar Markov   | 17. srpna 1961     |                                    | Spartak Pleven       |
| Ilija Djakov        | 28. září 1963      |                                    | Dobrudža Dobrič      |
| Záložníci           |                    |                                    |                      |
| Nasko Sirakov       | 26. dubna 1962     |                                    | Vitoša Sofia         |
| Andrej Željazkov    | 9. července 1952   |                                    | RC Strasbourg Alsace |
| Ajan Sadakov        | 28. září 1961      | 1. července 2017 (ve věku 55 let)  | Lokomotiv Plovdiv    |
| Živko Gospodinov    | 6. září 1957       | 4. května 2015 (ve věku 57 let)    | Spartak Varna        |
| Plamen Getov        | 4. března 1959     |                                    | Spartak Pleven       |
| Radoslav Zdravkov   | 30. července 1956  |                                    | Sredec Sofia         |
| Georgi Jordanov     | 21. července 1963  |                                    | Vitoša Sofia         |
| Christo Kolev       | 21. září 1964      |                                    | Lokomotiv Plovdiv    |
| Atanas Pašev        | 21. listopadu 1963 |                                    | Trakia Plovdiv       |
| Útočníci            |                    |                                    |                      |
| Božidar Iskrenov    | 1. srpna 1962      |                                    | Vitoša Sofia         |
| Stojčo Mladenov     | 24. dubna 1957     |                                    | Sredec Sofia         |
| Plamen Markov       | 11. září 1957      |                                    | FC Metz              |
| Vasil Dragolov      | 17. srpna 1962     |                                    | Beroe Stara Zagora   |
| Bojčo Veličkov      | 13. srpna 1958     |                                    | PFK Lokomotiv Sofia  |
| Kostadin Kostadinov | 25. června 1959    |                                    | Trakia Plovdiv       |

### Itálie
Hlavní trenér: Enzo Bearzot

| Jméno                | Datum narození     | Datum úmrtí                       | Klub             |
| Brankáři             | Brankáři           | Brankáři                          | Brankáři         |
| -------------------- | ------------------ | --------------------------------- | ---------------- |
| Giovanni Galli       | 29. dubna 1958     |                                   | AC Milán         |
| Franco Tancredi      | 10. ledna 1955     |                                   | AS Řím           |
| Walter Zenga         | 28. dubna 1960     |                                   | Inter Milán      |
| Obránci              |                    |                                   |                  |
| Giuseppe Bergomi     | 22. prosince 1963  |                                   | Inter Milán      |
| Antonio Cabrini      | 8. října 1957      |                                   | Juventus FC      |
| Fulvio Collovati     | 9. května 1957     |                                   | Inter Milán      |
| Sebastiano Nela      | 13. března 1961    |                                   | AS Řím           |
| Gaetano Scirea –     | 25. května 1953    | 3. září 1989 (ve věku 36 let)     | Juventus FC      |
| Roberto Tricella     | 18. března 1959    |                                   | Hellas Verona FC |
| Pietro Vierchowod    | 6. dubna 1959      |                                   | UC Sampdoria     |
| Záložníci            |                    |                                   |                  |
| Carlo Ancelotti      | 10. června 1959    |                                   | AS Řím           |
| Salvatore Bagni      | 25. září 1956      |                                   | SSC Neapol       |
| Giuseppe Baresi      | 7. února 1958      |                                   | Inter Milán      |
| Fernando De Napoli   | 15. března 1964    |                                   | Avellino         |
| Antonio Di Gennaro   | 5. října 1958      |                                   | Hellas Verona FC |
| Marco Tardelli       | 24. září 1954      |                                   | Inter Milán      |
| Bruno Conti          | 13. března 1955    |                                   | AS Řím           |
| Útočníci             |                    |                                   |                  |
| Gianluca Vialli      | 9. července 1964   | 6. ledna 2023 (ve věku 58 let)    | UC Sampdoria     |
| Alessandro Altobelli | 28. listopadu 1955 |                                   | Inter Milán      |
| Giuseppe Galderisi   | 22. března 1963    |                                   | Hellas Verona FC |
| Paolo Rossi          | 23. září 1956      | 9. prosince 2020 (ve věku 64 let) | AC Milán         |
| Aldo Serena          | 25. června 1960    |                                   | Juventus FC      |

### Jižní Korea
Hlavní trenér: Kim Jung-nam

| Jméno            | Datum narození    | Datum úmrtí                    | Klub                |
| Brankáři         | Brankáři          | Brankáři                       | Brankáři            |
| ---------------- | ----------------- | ------------------------------ | ------------------- |
| Cho Byung-deuk   | 26. května 1958   |                                | Hallelujah FC       |
| O Jon-kjo        | 25. května 1960   | 27. září 2000 (ve věku 40 let) | Yukong Sloni        |
| Obránci          |                   |                                |                     |
| Park Kyung-hoon  | 19. ledna 1961    |                                | Pohang Steelers     |
| Chung Jong-soo   | 27. března 1961   |                                | Yukong Sloni        |
| Chung Yong-hwan  | 10. února 1960    |                                | Pusan IPark         |
| Cho Young-jeung  | 18. srpna 1954    |                                | FC Seoul            |
| Kim Pyung-seok   | 22. září 1958     |                                | Ulsan HD FC         |
| Cho Min-kook     | 5. července 1963  |                                | FC Seoul            |
| Yoo Byung-ok     | 2. března 1964    |                                | Hanyang University  |
| Záložníci        |                   |                                |                     |
| Cho Kwang-rae    | 19. března 1954   |                                | Pusan IPark         |
| Park Chang-sun – | 2. února 1954     |                                | Pusan IPark         |
| Noh Soo-jin      | 10. února 1962    |                                | Yukong Sloni        |
| Kim Joo-sung     | 17. ledna 1966    |                                | Chosun univerzita   |
| Huh Jung-moo     | 13. ledna 1955    |                                | Ulsan HD FC         |
| Kim Sam-soo      | 8. února 1963     |                                | Ulsan HD FC         |
| Kang Deuk-soo    | 16. srpna 1961    |                                | FC Seoul            |
| Útočníci         |                   |                                |                     |
| Lee Tae-ho       | 29. ledna 1961    |                                | Pusan IPark         |
| Kim Jong-boo     | 3. listopadu 1965 |                                | Korea University    |
| Choi Soon-ho     | 10. ledna 1962    |                                | Pohang Steelers     |
| Čcha Bom-kun     | 21. května 1953   |                                | Bayer 04 Leverkusen |
| Byun Byung-joo   | 26. dubna 1961    |                                | Pusan IPark         |
| Kim Yong-se      | 21. dubna 1960    |                                | Yukong Sloni        |

## Skupina B

### Belgie
Hlavní trenér: Guy Thys

| Jméno               | Datum narození     | Datum úmrtí                      | Klub              |
| Brankáři            | Brankáři           | Brankáři                         | Brankáři          |
| ------------------- | ------------------ | -------------------------------- | ----------------- |
| Jean-Marie Pfaff    | 4. prosince 1953   |                                  | FC Bayern Mnichov |
| Jacky Munaron       | 8. září 1956       |                                  | RSC Anderlecht    |
| Gilbert Bodart      | 2. září 1962       |                                  | Standard Lutych   |
| Obránci             |                    |                                  |                   |
| Eric Gerets         | 18. května 1954    |                                  | PSV Eindhoven     |
| Franky van der Elst | 30. dubna 1961     |                                  | Club Brugge KV    |
| Michel de Wolf      | 19. ledna 1958     |                                  | KAA Gent          |
| Michel Renquin      | 3. listopadu 1955  |                                  | Standard Lutych   |
| Georges Grün        | 25. ledna 1962     |                                  | RSC Anderlecht    |
| Lei Clijsters       | 6. listopadu 1956  | 4. ledna 2009 (ve věku 52 let)   | Waterschei Thor   |
| Leo Van Der Elst    | 7. ledna 1962      |                                  | Club Brugge KV    |
| Hugo Broos          | 10. dubna 1952     |                                  | Club Brugge KV    |
| Záložníci           |                    |                                  |                   |
| Franky Vercauteren  | 28. října 1956     |                                  | RSC Anderlecht    |
| René Vandereycken   | 22. července 1953  |                                  | RSC Anderlecht    |
| Enzo Scifo          | 19. února 1966     |                                  | RSC Anderlecht    |
| Philippe Desmet     | 29. listopadu 1958 |                                  | KSV Waregem       |
| Jan Ceulemans –     | 28. února 1957     |                                  | Club Brugge KV    |
| Raymond Mommens     | 27. prosince 1958  |                                  | KSC Lokeren       |
| Stéphane Demol      | 11. března 1966    | 22. června 2023 (ve věku 57 let) | RSC Anderlecht    |
| Patrick Vervoort    | 17. ledna 1965     |                                  | Beerschot VAC     |
| Útočníci            |                    |                                  |                   |
| Erwin Vandenbergh   | 26. ledna 1959     |                                  | RSC Anderlecht    |
| Nico Claesen        | 7. října 1962      |                                  | Standard Lutych   |
| Daniel Veyt         | 9. prosince 1956   |                                  | KSV Waregem       |

### Irák
Hlavní trenér:  Evaristo de Macedo

| Jméno                    | Datum narození  | Datum úmrtí                      | Klub       |
| Brankáři                 | Brankáři        | Brankáři                         | Brankáři   |
| ------------------------ | --------------- | -------------------------------- | ---------- |
| Raad Hammoudi Salman –   | 20. dubna 1953  |                                  | Al-Shurta  |
| Abdul-Fatah Nasif Jassim | 2. února 1951   |                                  | Al-Jaish   |
| Ahmad Jassim Mohammed    | 4. května 1960  |                                  | Ar-Rašíd   |
| Obránci                  |                 |                                  |            |
| Maad Ibrahim Majid       | 30. června 1960 |                                  | Ar-Rašíd   |
| Khalil Mohammed Allawi   | 6. září 1958    |                                  | Ar-Rašíd   |
| Nadhim Shaker            | 13. dubna 1958  | 11. září 2020 (ve věku 62 let)   | Al-Tayaran |
| Samir Shaker Mahmoud     | 28. února 1958  |                                  | Ar-Rašíd   |
| Natiq Hashim             | 15. ledna 1960  | 26. září 2004 (ve věku 44 let)   | Al-Tayaran |
| Ghanim Oraibi            | 16. srpna 1961  |                                  | Al-Shabab  |
| Záložníci                |                 |                                  |            |
| Ali Hussein Shihab       | 5. května 1961  | 26. října 2016 (ve věku 55 let)  | Talaba SC  |
| Haris Mohammed Hassan    | 3. března 1958  |                                  | Ar-Rašíd   |
| Jamal Ali Hamza          | 2. února 1956   |                                  | Talaba SC  |
| Karim Mohammed Allawi    | 1. dubna 1960   |                                  | Ar-Rašíd   |
| Basil Gorgis Hanna       | 6. září 1961    |                                  | Al-Shabab  |
| Shaker Mahmoud Hamza     | 5. května 1960  |                                  | Al-Shabab  |
| Anad Abid Tweresh        | 3. srpna 1954   |                                  | Ar-Rašíd   |
| Ismail Mohammed Sharif   | 17. dubna 1962  |                                  | Al-Shabab  |
| Basim Qasim Hamdan       | 22. března 1959 |                                  | Al-Shurta  |
| Útočníci                 |                 |                                  |            |
| Ahmed Rází               | 27. března 1964 | 21. června 2020 (ve věku 56 let) | Ar-Rašíd   |
| Karim Saddám Minshid     | 26. května 1960 |                                  | Al-Jaish   |
| Hussein Saeed Mohammed   | 21. ledna 1958  |                                  | Talaba SC  |
| Abdul-Rahim Hamed Aufi   | 23. května 1963 |                                  | Al-Jaish   |

### Mexiko
Hlavní trenér:  Bora Milutinović

| Jméno                 | Datum narození    | Datum úmrtí                        | Klub                      |
| Brankáři              | Brankáři          | Brankáři                           | Brankáři                  |
| --------------------- | ----------------- | ---------------------------------- | ------------------------- |
| Pablo Larios          | 31. července 1960 | 31. ledna 2019 (ve věku 58 let)    | Cruz Azul                 |
| Ignacio Rodríguez     | 13. srpna 1959    | 19. května 2025 (ve věku 65 let)   | Atlante FC                |
| Olaf Heredia          | 19. října 1957    |                                    | Tigres UANL               |
| Obránci               |                   |                                    |                           |
| Mario Trejo           | 18. září 1961     |                                    | Club América              |
| Fernando Quirarte     | 17. května 1956   |                                    | CD Guadalajara            |
| Armando Manzo         | 16. října 1958    |                                    | Club América              |
| Felix Cruz            | 4. dubna 1961     |                                    | Club Universidad Nacional |
| Raúl Servín           | 29. dubna 1963    |                                    | Club Universidad Nacional |
| Rafael Amador         | 16. února 1959    | 31. července 2018 (ve věku 59 let) | Club Universidad Nacional |
| Záložníci             |                   |                                    |                           |
| Carlos de los Cobos   | 10. prosince 1958 |                                    | Club América              |
| Miguel España         | 4. dubna 1961     |                                    | Club Universidad Nacional |
| Alejandro Domínguez   | 9. února 1961     |                                    | Club América              |
| Tomás Boy –           | 28. června 1951   | 8. března 2022 (ve věku 70 let)    | Tigres UANL               |
| Javier Aguirre        | 1. prosince 1958  |                                    | Club América              |
| Carlos Muñoz          | 8. září 1962      |                                    | Tigres UANL               |
| Útočníci              |                   |                                    |                           |
| Francisco Javier Cruz | 24. května 1966   |                                    | CF Monterrey              |
| Hugo Sánchez          | 11. července 1958 |                                    | Real Madrid               |
| Carlos Hermosillo     | 24. srpna 1964    |                                    | Club América              |
| Luis Flores           | 8. srpna 1962     |                                    | Club Universidad Nacional |
| Javier Hernández      | 1. srpna 1961     |                                    | Tecos FC                  |
| Cristóbal Ortega      | 25. července 1956 | 2. ledna 2025 (ve věku 68 let)     | Club América              |
| Manuel Negrete        | 15. května 1959   |                                    | Club Universidad Nacional |

### Paraguay
Hlavní trenér: Cayetano Ré

| Jméno                 | Datum narození    | Datum úmrtí                     | Klub                   |
| Brankáři              | Brankáři          | Brankáři                        | Brankáři               |
| --------------------- | ----------------- | ------------------------------- | ---------------------- |
| Roberto Fernández     | 9. července 1954  |                                 | Deportivo Cali         |
| Jorge Battaglia       | 12. května 1960   |                                 | Club Sol de América    |
| Julián Coronel        | 23. října 1958    |                                 | Guaraní                |
| Obránci               |                   |                                 |                        |
| Juan Torales          | 9. května 1956    |                                 | Club Libertad          |
| César Zabala          | 3. června 1961    |                                 | Cerro Porteño          |
| Vladimiro Schettina   | 8. října 1955     |                                 | Guaraní                |
| Rogelio Delgado –     | 12. října 1959    |                                 | Club Olimpia           |
| Virginio Cáceres      | 21. května 1962   |                                 | Guaraní                |
| Luis Caballero        | 17. září 1962     | 6. května 2005 (ve věku 42 let) | Guaraní                |
| Záložníci             |                   |                                 |                        |
| Jorge Amado Nunes     | 18. října 1961    |                                 | Deportivo Cali         |
| Julio César Romero    | 28. srpna 1960    |                                 | Fluminense FC          |
| Adolfino Cañete       | 13. září 1956     |                                 | Cruz Azul              |
| Eufemio Cabral        | 21. března 1955   |                                 | Guaraní                |
| Jorge Guasch          | 17. ledna 1961    |                                 | Club Olimpia           |
| Rolando Chilavert     | 22. května 1961   |                                 | Guaraní                |
| Útočníci              |                   |                                 |                        |
| Buenaventura Ferreira | 4. července 1960  |                                 | Deportivo Cali         |
| Roberto Cabañas       | 11. dubna 1961    | 9. ledna 2017 (ve věku 55 let)  | América de Cali        |
| Alfredo Mendoza       | 31. prosince 1963 |                                 | Independiente Medellín |
| Francisco Alcaraz     | 4. října 1960     |                                 | Club Nacional          |
| Evaristo Isasi        | 26. října 1955    |                                 | Club Olimpia           |
| Ramón Hicks           | 30. května 1959   |                                 | Club Libertad          |
| Faustino Alonso       | 15. února 1961    |                                 | Club Sol de América    |

## Skupina C

### Kanada
Hlavní trenér:  Tony Waiters

| Jméno            | Datum narození     | Datum úmrtí | Klub                        |
| Brankáři         | Brankáři           | Brankáři    | Brankáři                    |
| ---------------- | ------------------ | ----------- | --------------------------- |
| Tino Lettieri    | 27. září 1957      |             | Minnesota Strikers          |
| Sven Habermann   | 3. listopadu 1961  |             | Žádný klub                  |
| Paul Dolan       | 16. dubna 1966     |             | Edmonton Brickmen           |
| Obránci          |                    |             |                             |
| Bob Lenarduzzi   | 1. května 1955     |             | Tacoma Stars                |
| Bruce Wilson –   | 20. června 1951    |             | Žádný klub                  |
| Terry Moore      | 2. června 1958     |             | Glentoran FC                |
| Ian Bridge       | 18. září 1959      |             | FC La Chaux-de-Fonds        |
| Randy Samuel     | 23. prosince 1963  |             | PSV Eindhoven               |
| Colin Miller     | 4. října 1964      |             | Rangers FC                  |
| Záložníci        |                    |             |                             |
| Randy Ragan      | 7. června 1959     |             | Žádný klub                  |
| Gerry Gray       | 20. ledna 1961     |             | Chicago Sting               |
| Mike Sweeney     | 25. prosince 1959  |             | Cleveland Force             |
| George Pakos     | 14. srpna 1952     |             | Victoria atletická asociace |
| Paul James       | 11. listopadu 1963 |             | CF Monterrey                |
| Greg Ion         | 12. března 1963    |             | Los Angeles Lazers          |
| David Norman     | 6. května 1962     |             | Tacoma Stars                |
| Jamie Lowery     | 15. ledna 1961     |             | Žádný klub                  |
| Pasquale De Luca | 26. května 1962    |             | Cleveland Force             |
| Útočníci         |                    |             |                             |
| Carl Valentine   | 4. července 1958   |             | Cleveland Force             |
| Branko Segota    | 8. června 1961     |             | San Diego Sockers           |
| Igor Vrablic     | 19. července 1965  |             | RFC Seraing                 |
| Dale Mitchell    | 21. dubna 1958     |             | Tacoma Stars                |

### Francie
Hlavní trenér: Henri Michel

| Jméno               | Datum narození     | Datum úmrtí | Klub                     |
| Brankáři            | Brankáři           | Brankáři    | Brankáři                 |
| ------------------- | ------------------ | ----------- | ------------------------ |
| Joël Bats           | 4. ledna 1957      |             | Paris Saint-Germain FC   |
| Philippe Bergeroo   | 13. ledna 1954     |             | Toulouse FC              |
| Albert Rust         | 10. října 1953     |             | Sochaux                  |
| Obránci             |                    |             |                          |
| Manuel Amoros       | 1. února 1962      |             | AS Monaco                |
| William Ayache      | 10. ledna 1961     |             | FC Nantes                |
| Patrick Battiston   | 12. března 1957    |             | FC Girondins de Bordeaux |
| Michel Bibard       | 30. listopadu 1958 |             | Paris Saint-Germain FC   |
| Maxime Bossis       | 26. června 1955    |             | Racing Paříž             |
| Yvon Le Roux        | 19. dubna 1960     |             | FC Nantes                |
| Thierry Tusseau     | 19. ledna 1958     |             | FC Girondins de Bordeaux |
| Záložníci           |                    |             |                          |
| Luis Fernández      | 2. října 1959      |             | Paris Saint-Germain FC   |
| Michel Platini –    | 21. června 1955    |             | Juventus FC              |
| Jean-Marc Ferreri   | 26. prosince 1962  |             | AJ Auxerre               |
| Alain Giresse       | 2. srpna 1952      |             | FC Girondins de Bordeaux |
| Bernard Genghini    | 18. ledna 1958     |             | AS Monaco                |
| Jean Tigana         | 23. června 1955    |             | FC Girondins de Bordeaux |
| Philippe Vercruysse | 28. ledna 1962     |             | RC Lens                  |
| Útočníci            |                    |             |                          |
| Bruno Bellone       | 14. března 1962    |             | AS Monaco                |
| Jean-Pierre Papin   | 5. listopadu 1963  |             | Club Brugge KV           |
| Dominique Rocheteau | 14. ledna 1955     |             | Paris Saint-Germain FC   |
| Yannick Stopyra     | 9. ledna 1961      |             | Toulouse FC              |
| Daniel Xuereb       | 22. června 1959    |             | RC Lens                  |

### Maďarsko
Hlavní trenér: György Mezey

| Jméno            | Datum narození    | Datum úmrtí                        | Klub                 |
| Brankáři         | Brankáři          | Brankáři                           | Brankáři             |
| ---------------- | ----------------- | ---------------------------------- | -------------------- |
| Péter Disztl     | 30. března 1960   |                                    | Videoton FC          |
| József Szendrei  | 25. dubna 1954    |                                    | Újpesti Dózsa        |
| József Andrusch  | 31. března 1956   |                                    | Budapest Honvéd      |
| Obránci          |                   |                                    |                      |
| Sándor Sallai    | 26. března 1960   |                                    | Budapest Honvéd      |
| Antal Roth       | 14. září 1960     |                                    | Pécsi Munkás         |
| József Varga     | 9. října 1954     |                                    | Denizlispor          |
| József Kardos    | 22. března 1960   | 28. července 2022 (ve věku 62 let) | Újpesti Dózsa        |
| Imre Garaba      | 29. července 1958 |                                    | Budapest Honvéd      |
| József Csuhay    | 12. července 1957 |                                    | Videoton FC          |
| László Disztl    | 4. června 1962    |                                    | Videoton FC          |
| Zoltán Péter     | 23. března 1958   |                                    | Zalaegerszegi TE     |
| József Nagy      | 20. října 1960    |                                    | Szombathelyi Haladas |
| Záložníci        |                   |                                    |                      |
| Antal Nagy –     | 17. října 1956    |                                    | Budapest Honvéd      |
| László Dajka     | 29. dubna 1959    |                                    | Budapest Honvéd      |
| Lajos Détári     | 24. dubna 1963    |                                    | Budapest Honvéd      |
| Péter Hannich    | 30. března 1957   |                                    | Rába ETO Győr        |
| Győző Burcsa     | 13. března 1954   |                                    | Auxerre              |
| Gyula Hajszán    | 9. října 1961     |                                    | Rába ETO Győr        |
| Útočníci         |                   |                                    |                      |
| József Kiprich   | 6. září 1963      |                                    | Tatabányai Bányász   |
| Márton Esterházy | 9. dubna 1956     |                                    | AEK Athény           |
| György Bognár    | 5. listopadu 1961 |                                    | MTK Hungária         |
| Kálmán Kovács    | 11. září 1965     |                                    | Honvéd Budapešť      |

### Sovětský svaz
Hlavní trenér: Valerij Lobanovskyj

| Jméno                 | Datum narození    | Datum úmrtí                    | Klub                    |
| Brankáři              | Brankáři          | Brankáři                       | Brankáři                |
| --------------------- | ----------------- | ------------------------------ | ----------------------- |
| Rinat Dasajev         | 13. června 1957   |                                | Spartak Moskva          |
| Viktor Čanov          | 21. července 1959 | 8. února 2017 (ve věku 57 let) | FK Dynamo Kyjev         |
| Serhij Krakovskyj     | 11. srpna 1960    |                                | FK Dněpr Dněpropetrovsk |
| Obránci               |                   |                                |                         |
| Volodymyr Bezsonov    | 5. března 1958    |                                | FK Dynamo Kyjev         |
| Alexandr Čivadze      | 8. dubna 1955     |                                | FC Dinamo Tbilisi       |
| Gennadij Morozov      | 30. prosince 1962 |                                | Spartak Moskva          |
| Anatolij Demjanenko – | 19. února 1959    |                                | FK Dynamo Kyjev         |
| Alexandr Bubnov       | 10. října 1955    |                                | Spartak Moskva          |
| Oleh Kuzněcov         | 22. března 1963   |                                | FK Dynamo Kyjev         |
| Nikolaj Larionov      | 19. ledna 1957    |                                | Zenit Leningrad         |
| Vasyl Rac             | 25. dubna 1961    |                                | FK Dynamo Kyjev         |
| Záložníci             |                   |                                |                         |
| Ivan Jaremčuk         | 19. března 1962   |                                | FK Dynamo Kyjev         |
| Pavlo Jakovenko       | 19. prosince 1964 |                                | FK Dynamo Kyjev         |
| Oleksandr Zavarov     | 20. dubna 1961    |                                | FK Dynamo Kyjev         |
| Andrij Bal            | 16. února 1958    | 9. srpna 2014 (ve věku 56 let) | FK Dynamo Kyjev         |
| Hennadij Lytovčenko   | 11. září 1963     |                                | FK Dněpr Dněpropetrovsk |
| Vadym Jevtušenko      | 1. ledna 1958     |                                | FK Dynamo Kyjev         |
| Sergej Alejnikov      | 7. listopadu 1961 |                                | FK Dinamo Minsk         |
| Útočníci              |                   |                                |                         |
| Oleg Blochin          | 5. listopadu 1952 |                                | FK Dynamo Kyjev         |
| Sergej Rodionov       | 3. září 1962      |                                | Spartak Moskva          |
| Oleh Protasov         | 4. února 1964     |                                | FK Dněpr Dněpropetrovsk |
| Ihor Belanov          | 25. září 1960     |                                | FK Dynamo Kyjev         |

## Skupina D

### Alžírsko
Hlavní trenér: Rabah Saâdane

| Jméno                    | Datum narození    | Datum úmrtí                      | Klub            |
| Brankáři                 | Brankáři          | Brankáři                         | Brankáři        |
| ------------------------ | ----------------- | -------------------------------- | --------------- |
| Nacerdine Drid           | 22. ledna 1957    |                                  | MC Oran         |
| Larbi El Hadi            | 27. května 1961   |                                  | WKF Boufarik    |
| Mourad Amara             | 19. února 1959    |                                  | JE Tizi-Ouzou   |
| Obránci                  |                   |                                  |                 |
| Mahmoud Guendouz –       | 24. února 1953    |                                  | JS El Biar      |
| Fathi Chebal             | 19. srpna 1956    |                                  | FC Rouen        |
| Nourredine Kourichi      | 12. dubna 1954    |                                  | Lille OSC       |
| Abdellah Medjadi Liegeon | 1. prosince 1957  |                                  | AS Monaco       |
| Abdelhamid Sadmi         | 1. ledna 1961     |                                  | JE Tizi-Ouzou   |
| Faouzi Mansouri          | 17. ledna 1956    |                                  | Montpellier HSC |
| Mohammed Chaib           | 20. května 1957   |                                  | RS Kouba        |
| Fodil Megharia           | 23. května 1961   |                                  | ASO Chlef       |
| Záložníci                |                   |                                  |                 |
| Mohammed Kaci Said       | 2. května 1958    |                                  | RS Kouba        |
| Karim Maroc              | 5. března 1958    |                                  | Montpellier HSC |
| Lachdar Belloumi         | 29. prosince 1958 |                                  | GCR Mascara     |
| Djamel Zidane            | 28. dubna 1955    |                                  | Waterschei Thor |
| Halim Benmabrouk         | 25. června 1960   |                                  | Racing Paříž    |
| Útočníci                 |                   |                                  |                 |
| Salah Assad              | 13. března 1958   |                                  | FC Mulhouse     |
| Djamel Menad             | 22. července 1960 | 22. března 2025 (ve věku 64 let) | JE Tizi-Ouzou   |
| Rabah Madžer             | 15. prosince 1958 |                                  | FC Porto        |
| Tedj Bensaoula           | 1. prosince 1954  |                                  | Le Havre AC     |
| Rachid Harkouk           | 16. května 1956   |                                  | Notts County FC |
| Fawzi Benkhalidi         | 3. února 1963     |                                  | WKF Boufarik    |

### Brazílie
Hlavní trenér: Telê Santana

| Jméno        | Datum narození     | Datum úmrtí                       | Klub                    |
| Brankáři     | Brankáři           | Brankáři                          | Brankáři                |
| ------------ | ------------------ | --------------------------------- | ----------------------- |
| Carlos       | 4. března 1956     |                                   | SC Corinthians Paulista |
| Paulo Vitor  | 7. června 1957     |                                   | Fluminense FC           |
| Leão         | 11. července 1949  |                                   | Palmeiras               |
| Obránci      |                    |                                   |                         |
| Édson        | 3. července 1959   |                                   | SC Corinthians Paulista |
| Oskar        | 20. června 1954    |                                   | São Paulo FC            |
| Júnior       | 29. června 1954    |                                   | Turín FC                |
| Edinho –     | 5. června 1955     |                                   | Udinese Calcio          |
| Josimar      | 19. září 1961      |                                   | Botafogo                |
| Júlio César  | 8. března 1963     |                                   | Guarani Futebol Clube   |
| Mauro Galvão | 19. prosince 1961  |                                   | Internacional           |
| Branco       | 4. dubna 1964      |                                   | Fluminense FC           |
| Záložníci    |                    |                                   |                         |
| Falcão       | 16. října 1953     |                                   | São Paulo FC            |
| Alemão       | 22. listopadu 1961 |                                   | Botafogo                |
| Sócrates     | 19. února 1954     | 4. prosince 2011 (ve věku 57 let) | Flamengo                |
| Elzo         | 22. ledna 1961     |                                   | CA Mineiro              |
| Silas        | 27. srpna 1965     |                                   | São Paulo FC            |
| Valdo        | 12. ledna 1964     |                                   | Grêmio                  |
| Útočníci     |                    |                                   |                         |
| Müller       | 31. ledna 1966     |                                   | São Paulo FC            |
| Casagrande   | 15. dubna 1963     |                                   | SC Corinthians Paulista |
| Careca       | 5. října 1960      |                                   | São Paulo FC            |
| Zico         | 3. března 1953     |                                   | Flamengo                |
| Edivaldo     | 13. dubna 1962     | 13. ledna 1993 (ve věku 30 let)   | CA Mineiro              |

### Severní Irsko
Hlavní trenér: Billy Bingham

| Jméno             | Datum narození     | Datum úmrtí                      | Klub                    |
| Brankáři          | Brankáři           | Brankáři                         | Brankáři                |
| ----------------- | ------------------ | -------------------------------- | ----------------------- |
| Pat Jennings      | 12. června 1945    |                                  | Tottenham Hotspur FC    |
| Jim Platt         | 26. ledna 1951     |                                  | Coleraine FC            |
| Philip Hughes     | 19. listopadu 1964 |                                  | Bury FC                 |
| Obránci           |                    |                                  |                         |
| Jimmy Nicholl     | 28. prosince 1956  |                                  | West Bromwich Albion FC |
| Mal Donaghy       | 13. září 1957      |                                  | Luton Town FC           |
| John O'Neill      | 11. března 1958    |                                  | Leicester City FC       |
| Alan McDonald     | 12. října 1963     | 23. června 2012 (ve věku 48 let) | Queens Park Rangers FC  |
| John McClelland   | 7. prosince 1955   |                                  | Watford FC              |
| Bernard McNally   | 17. února 1963     |                                  | Shrewsbury Town FC      |
| Záložníci         |                    |                                  |                         |
| David McCreery    | 16. září 1957      |                                  | Newcastle United FC     |
| Steve Penney      | 16. ledna 1964     |                                  | Brighton FC             |
| Sammy McIlroy –   | 2. srpna 1954      |                                  | Manchester City FC      |
| Norman Whiteside  | 7. května 1965     |                                  | Manchester United FC    |
| Nigel Worthington | 4. listopadu 1961  |                                  | Sheffield Wednesday FC  |
| Paul Ramsey       | 3. září 1962       |                                  | Leicester City FC       |
| David Campbell    | 2. června 1965     |                                  | Nottingham Forest FC    |
| Útočníci          |                    |                                  |                         |
| Jimmy Quinn       | 18. listopadu 1959 |                                  | Blackburn Rovers FC     |
| Ian Stewart       | 10. září 1961      |                                  | Newcastle United FC     |
| Gerry Armstrong   | 23. května 1954    |                                  | Chesterfield FC         |
| Colin Clarke      | 30. října 1962     |                                  | AFC Bournemouth         |
| Billy Hamilton    | 9. května 1957     |                                  | Oxford United FC        |
| Mark Caughey      | 31. srpna 1960     |                                  | Linfield FC             |

### Španělsko
Hlavní trenér: Miguel Muñoz

| Jméno                       | Datum narození    | Datum úmrtí                      | Klub              |
| Brankáři                    | Brankáři          | Brankáři                         | Brankáři          |
| --------------------------- | ----------------- | -------------------------------- | ----------------- |
| Andoni Zubizarreta          | 23. října 1961    |                                  | Athletic Bilbao   |
| Javier Urruticoechea        | 17. února 1952    | 24. května 2001 (ve věku 49 let) | FC Barcelona      |
| Juan Carlos Ablanedo        | 2. září 1963      |                                  | Sporting de Gijón |
| Obránci                     |                   |                                  |                   |
| Tomás Reñones               | 9. srpna 1960     |                                  | Atlético Madrid   |
| José Antonio Camacho –      | 8. června 1955    |                                  | Real Madrid       |
| Antonio Maceda              | 16. května 1957   |                                  | Real Madrid       |
| Víctor Muñoz                | 15. března 1957   |                                  | FC Barcelona      |
| Andoni Goikoetxea Olaskoaga | 23. srpna 1956    |                                  | Athletic Bilbao   |
| Miguel Porlán Noguera       | 12. října 1961    |                                  | Real Madrid       |
| Záložníci                   |                   |                                  |                   |
| Rafael Gordillo             | 24. února 1957    |                                  | Real Madrid       |
| Juan Antonio Señor          | 26. srpna 1958    |                                  | Real Zaragoza     |
| Julio Alberto               | 7. října 1958     |                                  | FC Barcelona      |
| Ricardo Gallego             | 8. února 1959     |                                  | Real Madrid       |
| Francisco                   | 1. listopadu 1962 |                                  | Sevilla FC        |
| Ramón Calderé               | 16. ledna 1959    |                                  | FC Barcelona      |
| Míchel                      | 23. března 1963   |                                  | Real Madrid       |
| Útočníci                    |                   |                                  |                   |
| Emilio Butragueño           | 22. července 1963 |                                  | Real Madrid       |
| Francisco José Carrasco     | 6. března 1959    |                                  | FC Barcelona      |
| Quique Setién               | 27. září 1958     |                                  | Atlético Madrid   |
| Hipólito Rincón             | 28. dubna 1957    |                                  | Betis Sevilla     |
| Julio Salinas               | 11. září 1962     |                                  | Athletic Bilbao   |
| Eloy                        | 10. července 1964 |                                  | Sporting de Gijón |

## Skupina E

### Dánsko
Hlavní trenér:  Sepp Piontek

| Jméno                | Datum narození     | Datum úmrtí                       | Klub                 |
| Brankáři             | Brankáři           | Brankáři                          | Brankáři             |
| -------------------- | ------------------ | --------------------------------- | -------------------- |
| Troels Rasmussen     | 4. července 1961   |                                   | Aarhus GF            |
| Ole Qvist            | 25. února 1950     |                                   | Kjøbenhavns Boldklub |
| Lars Høgh            | 14. ledna 1959     | 8. prosince 2021 (ve věku 62 let) | Odense BK            |
| Obránci              |                    |                                   |                      |
| John Sivebæk         | 25. října 1961     |                                   | Manchester United FC |
| Søren Busk           | 10. dubna 1953     |                                   | MVV Maastricht       |
| Morten Olsen –       | 14. srpna 1949     |                                   | RSC Anderlecht       |
| Ivan Nielsen         | 9. října 1956      |                                   | Feyenoord            |
| Jens Jørn Bertelsen  | 15. února 1952     |                                   | FC Aarau             |
| Kent Nielsen         | 28. prosince 1961  |                                   | Brønshøj BK          |
| Henrik Andersen      | 7. května 1965     |                                   | RSC Anderlecht       |
| Záložníci            |                    |                                   |                      |
| Søren Lerby          | 1. února 1958      |                                   | FC Bayern Mnichov    |
| Jan Mølby            | 4. července 1963   |                                   | Liverpool FC         |
| Jesper Olsen         | 20. března 1961    |                                   | Manchester United FC |
| Michael Laudrup      | 15. června 1964    |                                   | Juventus FC          |
| Frank Arnesen        | 30. září 1956      |                                   | PSV Eindhoven        |
| Per Frimann          | 4. června 1962     |                                   | RSC Anderlecht       |
| Flemming Christensen | 10. dubna 1958     |                                   | Lyngby Boldklub      |
| Jan Bartram          | 6. března 1962     |                                   | Aarhus GF            |
| Útočníci             |                    |                                   |                      |
| Klaus Berggreen      | 3. února 1958      |                                   | Pisa SC              |
| Preben Elkjær Larsen | 11. září 1957      |                                   | Hellas Verona FC     |
| Allan Simonsen       | 15. prosince 1952  |                                   | Vejle Boldklub       |
| John Eriksen         | 20. listopadu 1957 | 12. února 2002 (ve věku 44 let)   | Feyenoord            |

### Skotsko
Hlavní trenér: Alex Ferguson

| Jméno            | Datum narození     | Datum úmrtí                       | Klub                 |
| Brankáři         | Brankáři           | Brankáři                          | Brankáři             |
| ---------------- | ------------------ | --------------------------------- | -------------------- |
| Jim Leighton     | 24. července 1958  |                                   | Aberdeen FC          |
| Andy Goram       | 13. dubna 1964     | 2. července 2022 (ve věku 58 let) | Oldham Athletic AFC  |
| Alan Rough       | 25. listopadu 1951 |                                   | Hibernian FC         |
| Obránci          |                    |                                   |                      |
| Richard Gough    | 5. dubna 1962      |                                   | Dundee United FC     |
| Maurice Malpas   | 3. srpna 1962      |                                   | Dundee United FC     |
| Alex McLeish     | 21. ledna 1959     |                                   | Aberdeen FC          |
| Willie Miller    | 2. května 1955     |                                   | Aberdeen FC          |
| Steve Nicol      | 11. prosince 1961  |                                   | Liverpool FC         |
| David Narey      | 12. června 1956    |                                   | Dundee United FC     |
| Arthur Albiston  | 14. července 1957  |                                   | Manchester United FC |
| Záložníci        |                    |                                   |                      |
| Graeme Souness – | 6. května 1953     |                                   | UC Sampdoria         |
| Gordon Strachan  | 9. února 1957      |                                   | Manchester United FC |
| Roy Aitken       | 24. listopadu 1958 |                                   | Celtic FC            |
| Jim Bett         | 25. listopadu 1959 |                                   | Aberdeen FC          |
| Paul McStay      | 22. října 1964     |                                   | Celtic FC            |
| Frank McAvennie  | 22. listopadu 1959 |                                   | West Ham United FC   |
| Davie Cooper     | 25. února 1956     | 23. března 1995 (ve věku 39 let)  | Rangers FC           |
| Útočníci         |                    |                                   |                      |
| Eamonn Bannon    | 18. dubna 1958     |                                   | Dundee United FC     |
| Steve Archibald  | 27. září 1956      |                                   | FC Barcelona         |
| Graeme Sharp     | 16. října 1960     |                                   | Everton FC           |
| Charlie Nicholas | 30. prosince 1961  |                                   | Arsenal FC           |
| Paul Sturrock    | 10. října 1956     |                                   | Dundee United FC     |

### Uruguay
Hlavní trenér: Omar Borrás

| Jméno                 | Datum narození     | Datum úmrtí | Klub                     |
| Brankáři              | Brankáři           | Brankáři    | Brankáři                 |
| --------------------- | ------------------ | ----------- | ------------------------ |
| Rodolfo Rodríguez     | 20. ledna 1956     |             | Santos FC                |
| Fernando Alvez        | 4. září 1959       |             | CA Peñarol               |
| Celso Otero           | 1. února 1958      |             | Montevideo Wanderers     |
| Obránci               |                    |             |                          |
| Nelson Gutiérrez      | 13. dubna 1962     |             | CA River Plate           |
| Eduardo Mario Acevedo | 25. září 1959      |             | Defensor Sporting        |
| Víctor Diogo          | 9. dubna 1958      |             | Palmeiras                |
| José Batista          | 6. března 1962     |             | Deportivo Español        |
| César Vega            | 2. září 1959       |             | Danubio FC               |
| Darío Pereyra         | 19. října 1956     |             | São Paulo FC             |
| Eliseo Rivero         | 27. prosince 1957  |             | CA Peñarol               |
| Záložníci             |                    |             |                          |
| Miguel Bossio         | 10. února 1960     |             | CA Peñarol               |
| Jorge Barrios –       | 24. ledna 1961     |             | Olympiakos Pireus        |
| Enzo Francescoli      | 12. listopadu 1961 |             | CA River Plate           |
| Sergio Santin         | 6. srpna 1956      |             | Atlético Nacional        |
| Mario Saralegui       | 24. dubna 1959     |             | CA Peñarol               |
| José Zalazar          | 26. října 1963     |             | CA Peñarol               |
| Rubén Paz             | 8. srpna 1959      |             | Sport Club Internacional |
| Útočníci              |                    |             |                          |
| Antonio Alzamendi     | 7. června 1956     |             | CA River Plate           |
| Jorge da Silva        | 11. prosince 1961  |             | Atlético Madrid          |
| Venancio Ramos        | 20. června 1959    |             | RC Lens                  |
| Carlos Aguilera       | 21. září 1964      |             | Nacional Montevideo      |
| Wilmar Cabrera        | 31. července 1959  |             | Valencia CF              |

### SRN
Hlavní trenér: Franz Beckenbauer

| Jméno                   | Datum narození     | Datum úmrtí                     | Klub                     |
| Brankáři                | Brankáři           | Brankáři                        | Brankáři                 |
| ----------------------- | ------------------ | ------------------------------- | ------------------------ |
| Harald Schumacher       | 6. března 1954     |                                 | 1. FC Köln               |
| Uli Stein               | 23. října 1954     |                                 | Hamburger SV             |
| Eike Immel              | 27. listopadu 1960 |                                 | Borussia Dortmund        |
| Obránci                 |                    |                                 |                          |
| Hans-Peter Briegel      | 11. října 1955     |                                 | Hellas Verona FC         |
| Andreas Brehme          | 9. listopadu 1960  | 20. února 2024 (ve věku 63 let) | 1. FC Kaiserslautern     |
| Karlheinz Förster       | 25. července 1958  |                                 | VfB Stuttgart            |
| Matthias Herget         | 14. listopadu 1955 |                                 | Bayer Uedingen           |
| Norbert Eder            | 7. listopadu 1955  |                                 | FC Bayern Mnichov        |
| Thomas Berthold         | 12. listopadu 1964 |                                 | Eintracht Frankfurt      |
| Klaus Augenthaler       | 26. září 1957      |                                 | FC Bayern Mnichov        |
| Ditmar Jakobs           | 28. srpna 1953     |                                 | Hamburger SV             |
| Záložníci               |                    |                                 |                          |
| Pierre Littbarski       | 16. dubna 1960     |                                 | 1. FC Köln               |
| Lothar Matthäus         | 21. března 1961    |                                 | FC Bayern Mnichov        |
| Felix Magath            | 26. července 1953  |                                 | Hamburger SV             |
| Karl Allgöwer           | 5. ledna 1957      |                                 | VfB Stuttgart            |
| Olaf Thon               | 1. května 1966     |                                 | FC Schalke 04            |
| Uwe Rahn                | 21. května 1962    |                                 | Borussia Mönchengladbach |
| Wolfgang Rolff          | 26. prosince 1959  |                                 | Hamburger SV             |
| Útočníci                |                    |                                 |                          |
| Karl-Heinz Rummenigge – | 25. září 1955      |                                 | Inter Milán              |
| Rudi Völler             | 13. dubna 1960     |                                 | Werder Brémy             |
| Klaus Allofs            | 5. prosince 1956   |                                 | 1. FC Köln               |
| Dieter Hoeneß           | 7. ledna 1953      |                                 | FC Bayern Mnichov        |

## Skupina F

### Maroko
Hlavní trenér:  José Faria

| Jméno                  | Datum narození     | Datum úmrtí                        | Klub              |
| Brankáři               | Brankáři           | Brankáři                           | Brankáři          |
| ---------------------- | ------------------ | ---------------------------------- | ----------------- |
| Ezzaki Badou –         | 2. dubna 1959      |                                    | Wydad Casablanca  |
| Salahdine Hmied        | 1. září 1961       |                                    | ASFAR Rabat       |
| Abdelfettah Mouddani   | 30. července 1956  |                                    | KAC Kénitra       |
| Obránci                |                    |                                    |                   |
| Labid Khalifa          | 1955               |                                    | KAC Kénitra       |
| Abdelmajid Lamriss     | 12. února 1959     |                                    | ASFAR Rabat       |
| Mustafa El Biyaz       | 12. prosince 1960  |                                    | KAC Marrakesh     |
| Noureddine Bouyahyaoui | 7. ledna 1955      |                                    | KAC Kénitra       |
| Lahcen Ouadani         | 14. července 1959  |                                    | ASFAR Rabat       |
| Abdellah Bidane        | 10. září 1965      |                                    | CODM Meknes       |
| Abderrazak Dinar       | 26. července 1961  |                                    | FK Austria Vídeň  |
| Záložníci              |                    |                                    |                   |
| Abdelmajid Dolmy       | 19. dubna 1953     | 27. července 2017 (ve věku 64 let) | Raja Casablanca   |
| Mustafa El Haddaoui    | 28. července 1961  |                                    | FC Lausanne-Sport |
| Aziz Bouderbala        | 26. prosince 1960  |                                    | FC Sion           |
| Mohammed Timoumi       | 15. ledna 1960     |                                    | ASFAR Rabat       |
| Mouncif El Haddaoui    | 21. října 1964     | 15. dubna 2024 (ve věku 59 let)    | AS Sale           |
| Mohammed Sahil         | 11. října 1963     |                                    | KAC Marrakesh     |
| Fadel Jilal            | 4. března 1964     |                                    | Wydad Casablanca  |
| Abdelaziz Souleimani   | 30. dubna 1958     |                                    | Maghreb Fez       |
| Útočníci               |                    |                                    |                   |
| Abdelkrim Merry        | 13. ledna 1955     |                                    | Le Havre          |
| Mustafa Merry          | 21. dubna 1958     |                                    | Valenciennes      |
| Abdelfettah Rhiati     | 25. února 1963     |                                    | Maghreb Fez       |
| Azzedine Amanallah     | 7. dubna 1956      |                                    | Racing Besançon   |
| Abderrazak Khairi      | 20. listopadu 1962 |                                    | ASFAR Rabat       |

### Anglie
Hlavní trenér: Bobby Robson

| Jméno           | Datum narození     | Datum úmrtí                    | Klub                   |
| Brankáři        | Brankáři           | Brankáři                       | Brankáři               |
| --------------- | ------------------ | ------------------------------ | ---------------------- |
| Peter Shilton   | 18. září 1949      |                                | Southampton FC         |
| Chris Woods     | 14. listopadu 1959 |                                | Norwich City FC        |
| Gary Bailey     | 9. srpna 1958      |                                | Manchester United FC   |
| Obránci         |                    |                                |                        |
| Gary Stevens    | 27. března 1963    |                                | Everton FC             |
| Kenny Sansom    | 26. září 1958      |                                | Arsenal FC             |
| Alvin Martin    | 29. července 1958  |                                | West Ham United FC     |
| Terry Butcher   | 28. prosince 1958  |                                | Ipswich Town FC        |
| Viv Anderson    | 29. července 1956  |                                | Arsenal FC             |
| Terry Fenwick   | 17. listopadu 1959 |                                | Queens Park Rangers FC |
| Gary A. Stevens | 30. března 1962    |                                | Tottenham Hotspur FC   |
| Záložníci       |                    |                                |                        |
| Glenn Hoddle    | 27. října 1957     |                                | Tottenham Hotspur FC   |
| Bryan Robson –  | 11. ledna 1957     |                                | Manchester United FC   |
| Ray Wilkins     | 14. září 1956      | 4. dubna 2018 (ve věku 61 let) | AC Milán               |
| Chris Waddle    | 14. prosince 1960  |                                | Tottenham Hotspur FC   |
| Peter Reid      | 20. června 1956    |                                | Everton FC             |
| Trevor Steven   | 21. září 1963      |                                | Everton FC             |
| Steve Hodge     | 25. října 1962     |                                | Aston Villa FC         |
| John Barnes     | 7. listopadu 1963  |                                | Watford FC             |
| Útočníci        |                    |                                |                        |
| Mark Hateley    | 7. listopadu 1961  |                                | AC Milán               |
| Gary Lineker    | 30. listopadu 1960 |                                | Everton FC             |
| Peter Beardsley | 18. ledna 1961     |                                | Newcastle United FC    |
| Kerry Dixon     | 24. července 1961  |                                | Chelsea FC             |

### Polsko
Hlavní trenér: Antoni Piechniczek

| Jméno                | Datum narození     | Datum úmrtí                         | Klub                 |
| Brankáři             | Brankáři           | Brankáři                            | Brankáři             |
| -------------------- | ------------------ | ----------------------------------- | -------------------- |
| Józef Młynarczyk     | 20. září 1953      |                                     | FC Porto             |
| Jacek Kazimierski    | 17. srpna 1959     |                                     | Legia Warszawa       |
| Józef Wandzik        | 13. srpna 1963     |                                     | Górnik Zabrze        |
| Obránci              |                    |                                     |                      |
| Kazimierz Przybyś    | 11. července 1960  |                                     | Widzew Łódź          |
| Władysław Żmuda      | 6. června 1954     |                                     | US Cremonese         |
| Marek Ostrowski      | 22. listopadu 1959 | 6. března 2017 (ve věku 57 let)     | Pogoń Szczecin       |
| Roman Wójcicki       | 8. ledna 1958      |                                     | Widzew Łódź          |
| Stefan Majewski      | 31. ledna 1956     |                                     | 1. FC Kaiserslautern |
| Dariusz Kubicki      | 6. června 1963     |                                     | Legia Warszawa       |
| Krzysztof Pawlak     | 12. února 1958     |                                     | Lech Poznań          |
| Záložníci            |                    |                                     |                      |
| Waldemar Matysik     | 27. září 1961      |                                     | Górnik Zabrze        |
| Ryszard Tarasiewicz  | 27. dubna 1962     |                                     | Śląsk Wrocław        |
| Jan Karas            | 17. března 1959    |                                     | Legia Warszawa       |
| Ryszard Komornicki   | 14. srpna 1959     |                                     | Górnik Zabrze        |
| Andrzej Buncol       | 21. září 1959      |                                     | Legia Warszawa       |
| Zbigniew Boniek –    | 3. března 1956     |                                     | AS Řím               |
| Útočníci             |                    |                                     |                      |
| Jan Urban            | 14. května 1962    |                                     | Górnik Zabrze        |
| Włodzimierz Smolarek | 16. července 1957  | 7. března 2012 (ve věku 54 let)     | Widzew Łódź          |
| Andrzej Pałasz       | 22. července 1960  |                                     | Górnik Zabrze        |
| Andrzej Zgutczyński  | 1. ledna 1958      |                                     | Górnik Zabrze        |
| Dariusz Dziekanowski | 30. září 1962      |                                     | Legia Warszawa       |
| Jan Furtok           | 9. března 1962     | 26. listopadu 2024 (ve věku 62 let) | GKS Katowice         |

### Portugalsko
Hlavní trenér: José Torres

| Jméno                      | Datum narození     | Datum úmrtí                         | Klub                 |
| Brankáři                   | Brankáři           | Brankáři                            | Brankáři             |
| -------------------------- | ------------------ | ----------------------------------- | -------------------- |
| Manuel Bento –             | 25. června 1948    | 1. března 2007 (ve věku 58 let)     | Benfica Lisabon      |
| Jorge Martins              | 22. srpna 1954     |                                     | Belenenses           |
| Vítor Damas                | 8. října 1947      | 13. září 2003 (ve věku 55 let)      | Sporting CP          |
| Obránci                    |                    |                                     |                      |
| João Pinto                 | 21. listopadu 1961 |                                     | FC Porto             |
| José Ribeiro               | 2. listopadu 1957  |                                     | Boavista FC          |
| Álvaro                     | 3. ledna 1961      |                                     | Benfica Lisabon      |
| Frederico                  | 6. dubna 1957      | 19. února 2019 (ve věku 61 let)     | Boavista FC          |
| António Morato             | 6. listopadu 1964  |                                     | Sporting CP          |
| José António               | 29. října 1957     | 2. června 2005 (ve věku 47 let)     | Belenenses           |
| Augusto Inácio             | 1. února 1955      |                                     | FC Porto             |
| Záložníci                  |                    |                                     |                      |
| António Sousa              | 28. dubna 1957     |                                     | Sporting CP          |
| Carlos Manuel              | 15. ledna 1958     |                                     | Benfica Lisabon      |
| Jaime Pacheco              | 22. července 1958  |                                     | Sporting CP          |
| Fernando Óscar Bandeirinha | 26. listopadu 1962 |                                     | Académica de Coimbra |
| Jaime Magalhães            | 10. července 1962  |                                     | FC Porto             |
| Luís Sobrinho              | 5. května 1961     |                                     | Belenenses           |
| António André              | 24. prosince 1957  |                                     | FC Porto             |
| Útočníci                   |                    |                                     |                      |
| Fernando Gomes             | 22. listopadu 1956 | 26. listopadu 2022 (ve věku 66 let) | FC Porto             |
| Jorge Paulo Futre          | 28. února 1966     |                                     | FC Porto             |
| António Oliveira           | 8. června 1958     |                                     | Benfica Lisabon      |
| Diamantino                 | 3. srpna 1959      |                                     | Benfica Lisabon      |
| Rui Águas                  | 28. dubna 1960     |                                     | Benfica Lisabon      |